# Tôn Ngọc Tỷ
Tôn Ngọc Tỷ (giản thể: 孙玉玺, bính âm: Sūn Yùxǐ) (1951-), người Cáp Nhĩ Tân, Hắc Long Giang, Trung Quốc. Ông từng là người phát ngôn của Bộ Ngoại giao Cộng hòa Nhân dân Trung Hoa. Hiện tại ông là Đại sứ Trung Quốc tại Ba Lan.

## Tiểu sử
Năm 1973, Tôn Ngọc Tỷ được cử đến Học viện Ngoại ngữ Bắc Kinh để học tiếng Anh, sau khi tốt nghiệp ông đã được gửi đến Anh Quốc học tập tại Trường Kinh tế Luân Đôn và tốt nghiệp nghiên cứu sinh ngành quan hệ quốc tế. Năm 1979, ông làm việc tại Đại sứ quán Trung Quốc tại Pháp với công việc dịch thuật các tài liệu bằng tiếng Anh. Năm 1.981, ông làm việc tại Vụ châu Á thuộc Bộ Ngoại giao. Năm 1988, ông là Bí thư thứ nhất Đại sứ quán Trung Quốc tại Pakistan. Năm 1991, ông là Tham tán tại Đại sứ quán Trung Quốc tại Campuchia. Năm 1993, ông quay về nhận nhiệm vụ tại Vụ châu Á. Năm 1995, ông làm Tham tán Đại sứ quán Trung Quốc tại Hàn Quốc. Năm 1998, ông được bổ nhiệm làm phát ngôn viên Bộ Ngoại giao Trung Quốc và là Phó Giám đốc Văn phòng Thông tin trực thuộc Bộ Ngoại giao. Năm 2002, khi chế độ Taliban bị lật đổ, Trung Quốc đã quyết định mở lại Đại sứ quán ở Afghanistan, ngày 02 tháng 5, Tôn Ngọc Tỷ được cử sang Kabul để làm Đại sứ Trung Quốc tại Afghanistan. Năm 2004, ông chuyển sang làm đaị sứ tại Ấn Độ. Năm 2008 ông là Đại sứ Trung Quốc tại Ý kiêm nhiệm San Marino. Ngày 31/8/2010, ông bắt đầu làm đại sứ Trung Quốc tại Ba Lan.